# モルガ・ザ・アーティスト
モルガ・ザ・アーティスト（MULGA THE ARTIST、本名 ジョエル・ムーア/Joel Moore、1982年3月15日-）はオーストラリアのアーティスト。通称モルガ。ブランド［MULGA］のデザイナー。

## 経歴
2012年　アートショー初出展
2013年　オーストラリア・イラストレーター・アワード金賞受賞

## 特徴・作風
ユニークでヴィヴィッドなスタイルのMULGA作品では、トロピカルなライオンがタバコをふかしたり、ダイヤの眼鏡をかけたトラだったり、サルの惑星のようにファンキーなゴリラ達が世界を支配していたり、独特で躍動感あふれる世界を楽しむことができ、またMULGAは彼の全てのイラストに、そのキャラクターの性格やストーリーをヒップホップ調のリリックにして書き下ろすことも楽しんでいる。